# Guatteria panamensis
Guatteria panamensis là một loài thực vật thuộc họ Annonaceae. Đây là loài đặc hữu của Panama. Chúng hiện đang bị đe dọa vì mất môi trường sống.